# Älvsjökyrkan

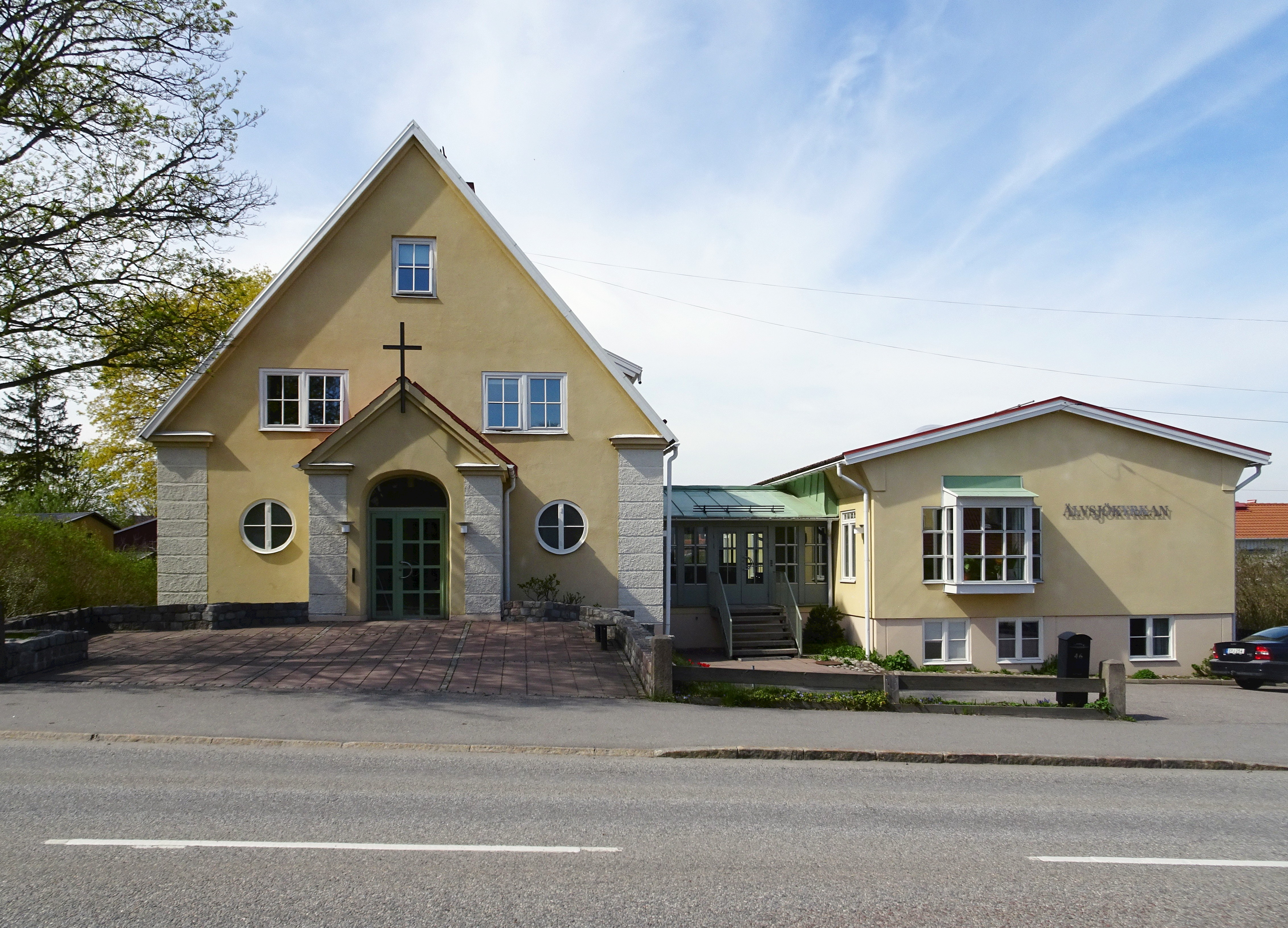
Älvsjökyrkan i maj 2021.

Älvsjökyrkan (även Älvsjö kyrka) är en kristen frikyrka belägen vid Långbrodalsvägen 46 i stadsdelen Långbro i södra Stockholm. Älvsjö kyrka tillhör Equmeniakyrkan och ägs av Älvsjö missionsförsamling. 2017 bestod medlemsantalet av 98 personer.

## Historik

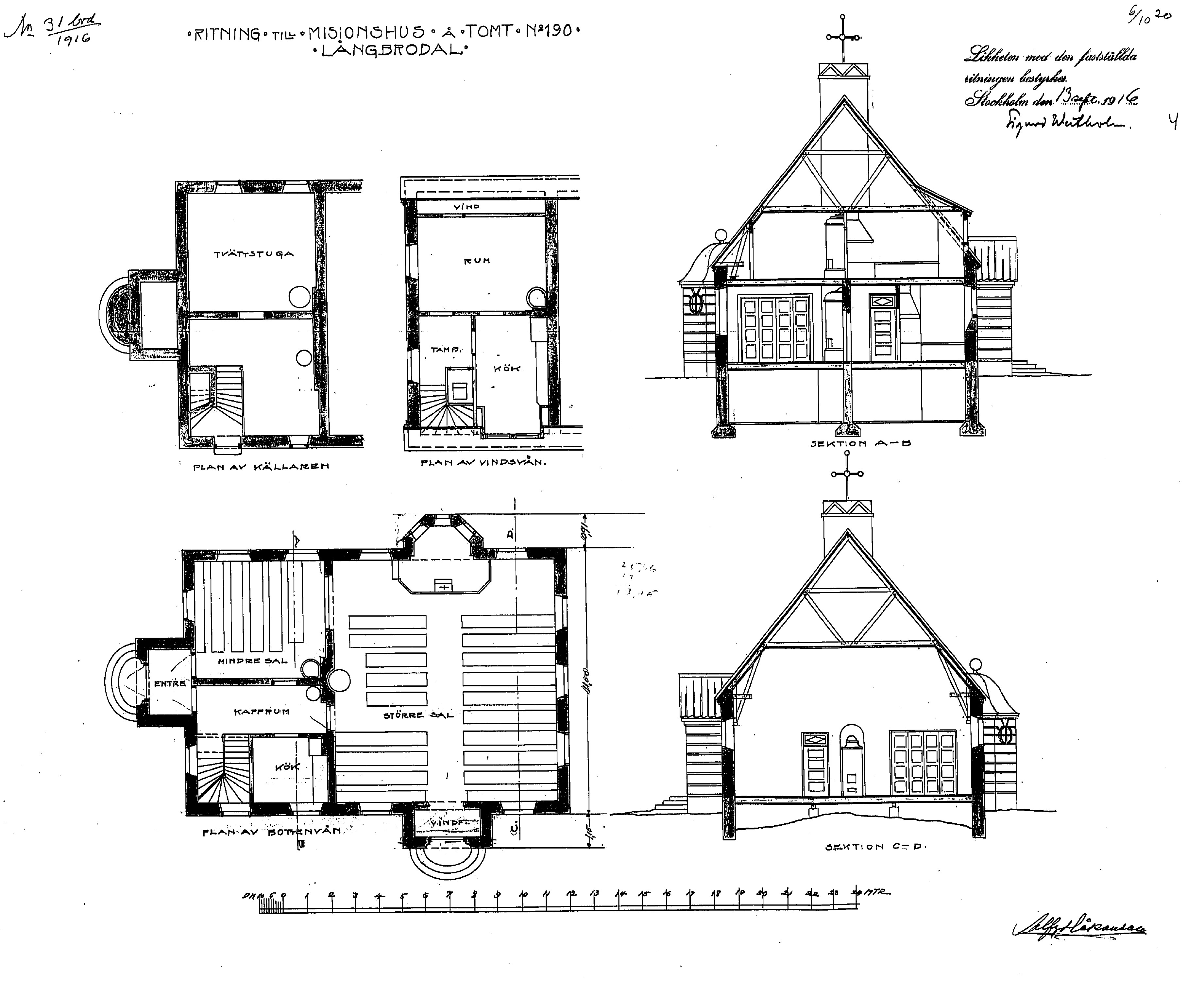
Arkitektritning från 1916.

Älvsjö missionsförsamling bildades 1910 och hade sitt ursprung i en ekumenisk grupp som kallades Långbrodals Kristliga Verksamhetsförening. Missionsförsamlingens syfte var att samla alla troende, oavsett samfundsfrågor, till kristen verksamhet. Den första kyrkolokalen invigdes i oktober 1910 och låg i ett hyrt rum i Steijers bageri som då var nybyggt (dagens Långbrodalsvägen 48, intill den nuvarande kyrkan).
År 1915 fann man en lämplig tomt för bygget av en egen kyrka. Dåvarande ägaren till Långbro gård sålde tomten intill bagarmästaren Steijers bageri på Storgatan (nuvarande Långbrodalsvägen 46) till ett pris av 1 600 kronor. 1916 godkändes arkitektritningar signerade ”byggnadsingenjör Alfred Lårenson”. Kyrkan invigdes i december 1919 och innehöll då en samlingssal för 150 personer, en mindre sal för 50 personer, ett kapprum och ett kök. I källaren låg en tvättstuga och på vinden en liten lägenhet. Bygget realiserades genom penninggåvor och medlemmarnas eget arbete. Kyrkan stod färdig för invigning den 21 december 1919.
I början av 1950-talet utfördes en till- och ombyggnad som gjorde kyrkan ungefär dubbelt så stor som den ursprungliga. För arkitektarbetet ansvarade Birger Lindberg. 1993 tillkom församlingshuset öster om kyrkbyggnaden som är förbunden med kyrkan via en glasad länkbyggnad. I församlingshuset anordnades samlingssal och kafeteria i bottenvåningen samt expedition och flera grupprum i källarplanet. För ritningarna stod Arkaden Arkitektkontor.
År 2000 invigdes klockstapeln väster om kyrkan. I klockstapeln hänger en kyrkklocka gjuten 1999 av Bergholtz klockgjuteri i Sigtuna. Klockan bär  inskriptionen Ps 103 v 2: Lova Herren min själ.

## Bilder

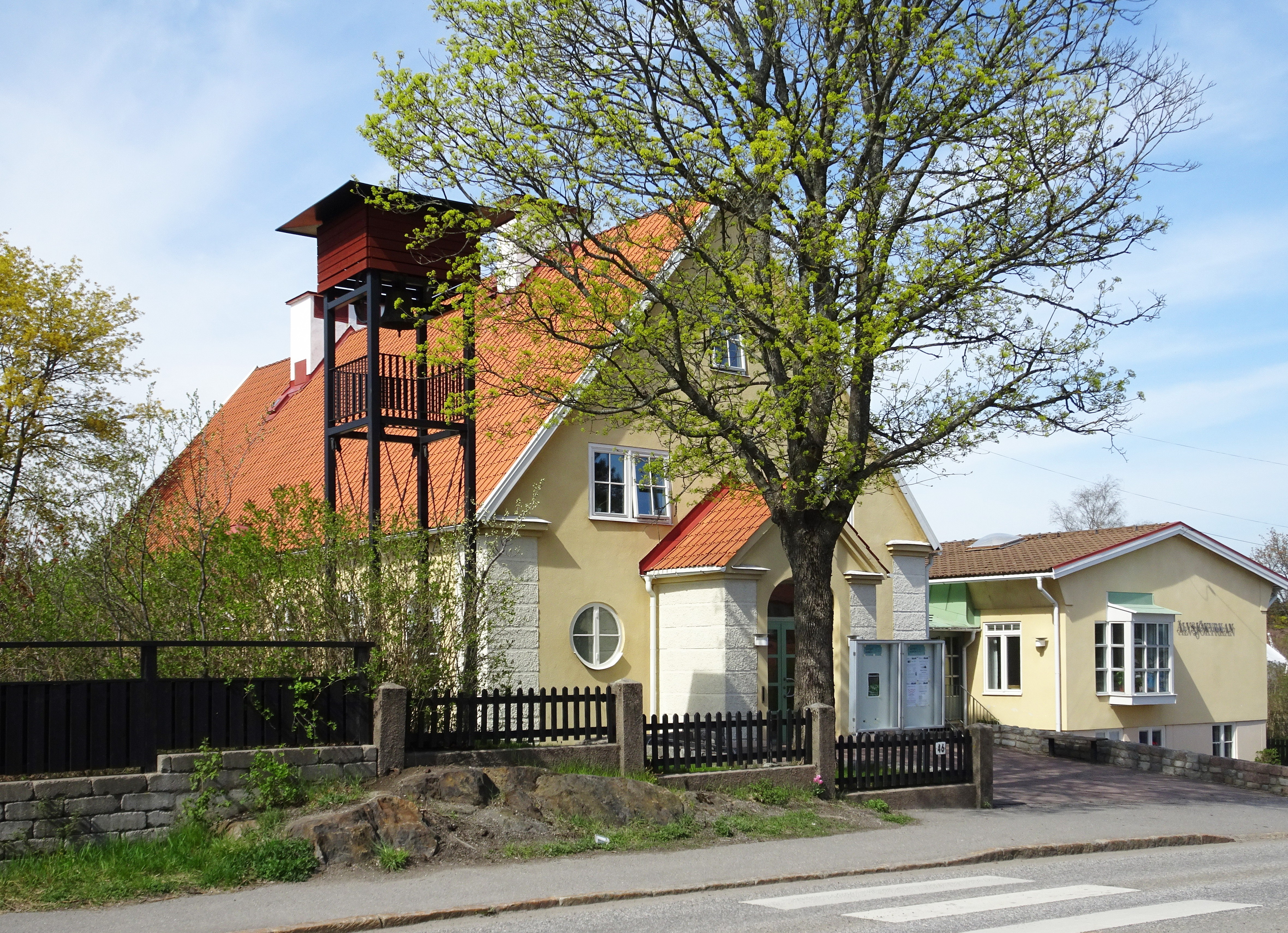
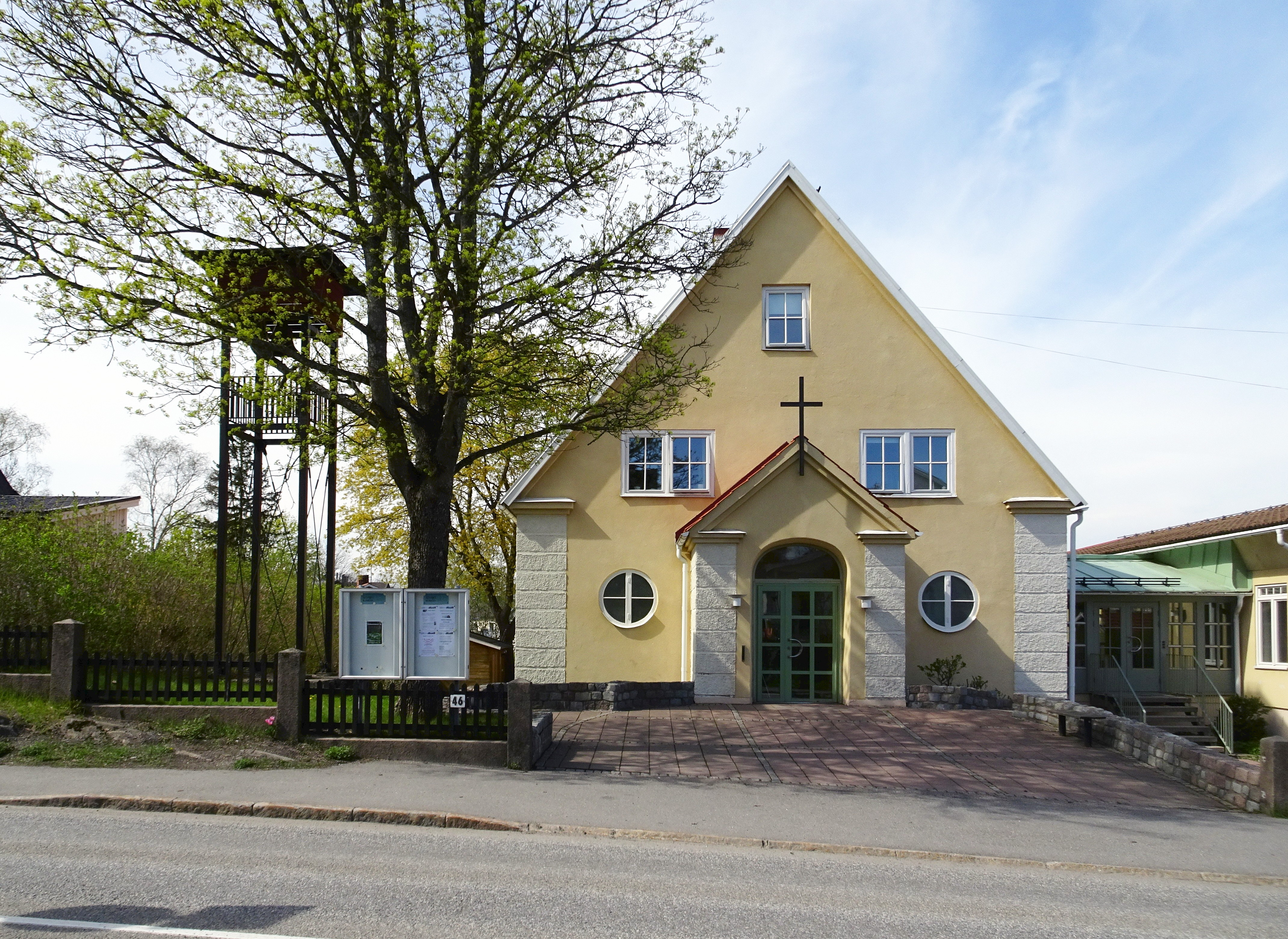
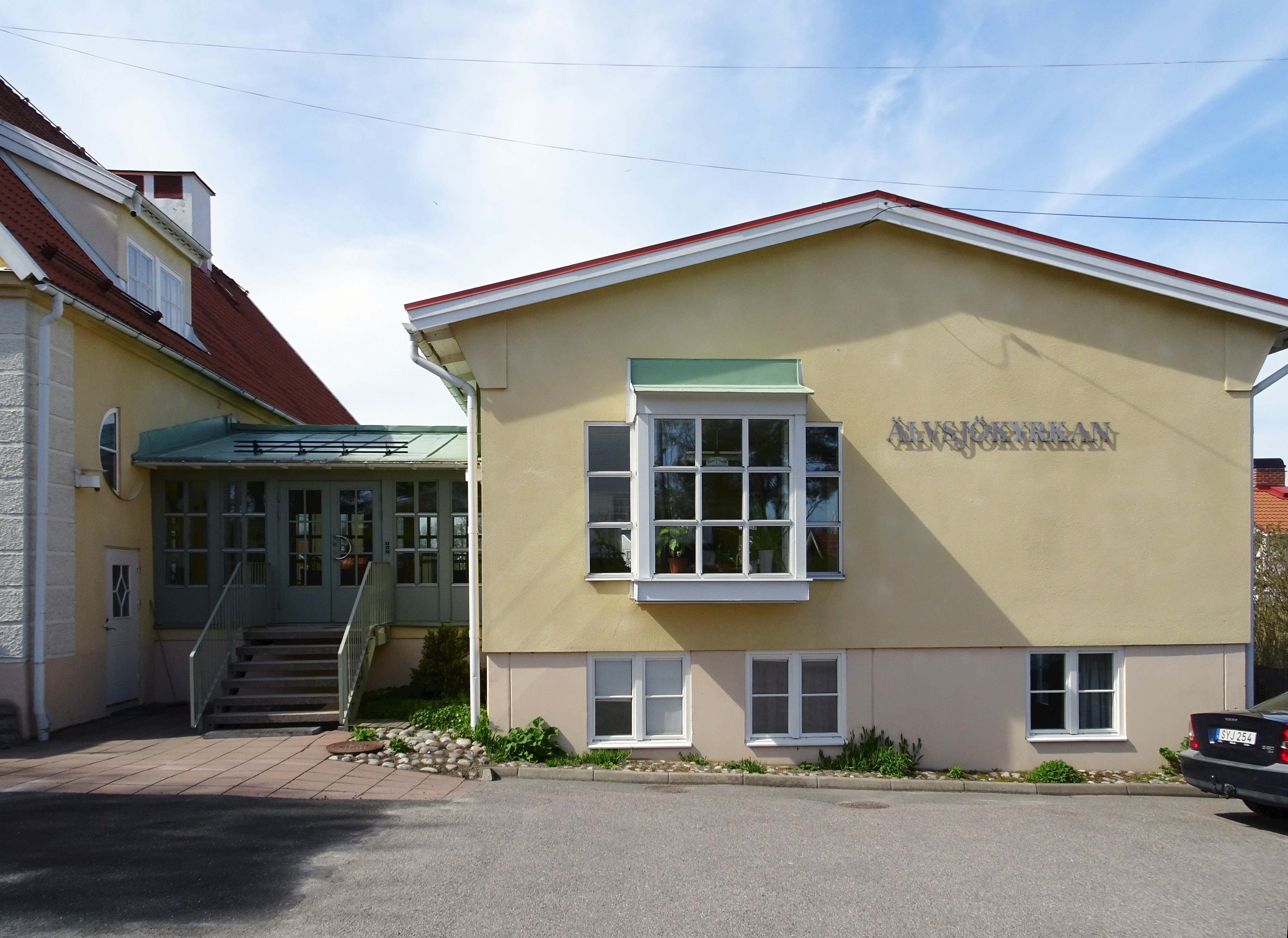
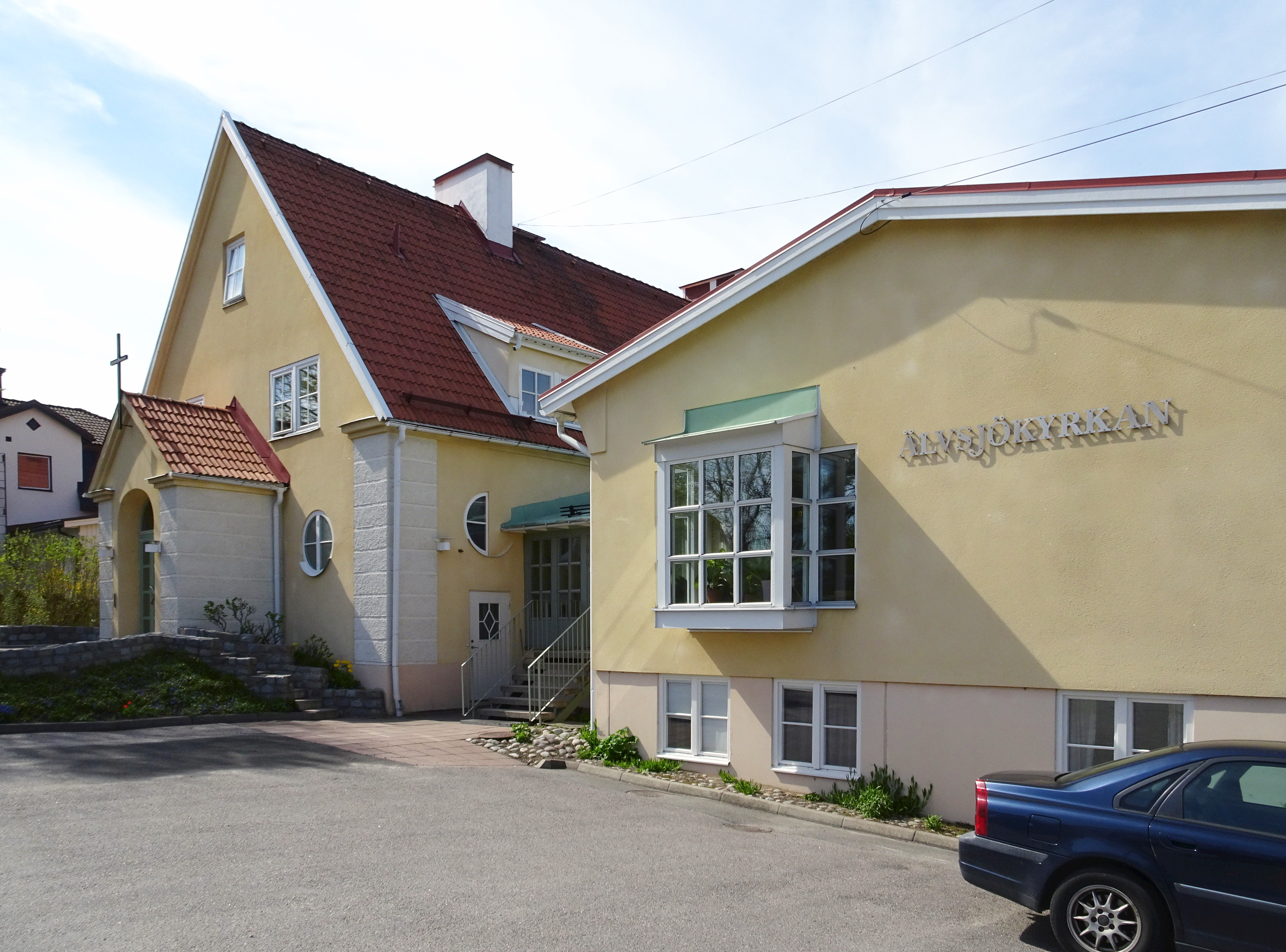